# Vahtang IV.
Vahtang IV. (gruz. ვახტანგ IV; 1413. – 1446.), iz dinastije Bagration, bio je kralj Gruzije od 1442. do svoje smrti 1446. godine. 
Vahtang je bio najstariji sin Aleksandra I.,  kojeg je imao sa svojom ženom Dulanduhtom. Su-kraljevao je s ocem od 1433. godine. Kada mu je otac abdicirao 1442. godine, zasjeo je na gruzijsko prijestolje i postavio braću Dmitra i Đuru za su-vladare. Vahtangovoj vladavini prijetilo je suparništvo među plemićima i opća nestabilnost u kraljevstvu. Prema gruzijskom učenjaku Vahuštiju iz 18. stoljeća, Vakhtang se također suočio s napadom oguskog princa Jahan-šaha iz Kara Koyunlua. Vahtang se sukobio s njim u Ahalciheu na jugu Gruzije, ali žestoka borba nije dala pobjednika. Tijekom noći, Jahan-šah je napustio bojište i vratio se u Tabriz.
Godine 1442. Vahtang IV. oženio se Sitihatun, kćeri princa Zaze Panaskertelija. Nadživio ju je dvije godine i umro prirodnom smrću 1446. godine. Sahranjen je zajedno sa Sitihatunom, u katedrali Bana u Tao-Klardžetiji (sada u Turskoj). Nakon njegove smrti, za prevlast su se borila njegova braća Dmitar i Đuro, što će naposljetku dovesti do podjele gruzijskog kraljevstva.